# Курт фон Грайфф
Курт фон Грайфф (нім. Kurt von Greiff; 24 лютого 1876, Штутгарт — 6 березня 1945, Існи-ім-Алльгой) — німецький офіцер, генерал піхоти вермахту. Кавалер ордена Pour le Mérite.

## Біографія
1 липня 1894 року вступив у Вюртемберзьку армію. Учасник Першої світової війни, служив на штабних посадах. Після демобілізації армії залишений в рейхсвері. 30 вересня 1929 року вийшов у відставку.
26 серпня 1939 року переданий в розпорядження вермахту і призначений комендантом 592-ї тилової ділянки. З 7 грудня 1939 року — комендант 592-ї вищої польової комендатури. З 10 березня 1940 року — командувач 45-м командуванням особливого призначення, одночасно з 13 листопада 1940 по 15 січня 1941 року — 3-м армійським корпусом. 14 квітня 1942 року відправлений резерв фюрера, 31 серпня звільнений у відставку.

## Звання
- Фанен-юнкер (1 липня 1894)
- Фенріх (14 грудня 1894)
- Другий лейтенант (18 жовтня 1895)
- Лейтенант (1 січня 1899)
- Оберлейтенант (22 квітня 1905)
- Гауптман (24 березня 1909)
- Майор (28 листопада 1914)
- Оберстлейтенант (18 грудня 1920)
- Оберст (1 квітня 1923)
- Генерал-майор (1 листопада 1927)
- Генерал-лейтенант (1 червня 1929)
- Генерал піхоти запасу (27 серпня 1939)
- Генерал піхоти до розпорядження (1 вересня 1940)

## Нагороди
- Орден Червоного орла 4-го класу
- Залізний хрест 2-го і 1-го класу
- Орден «За військові заслуги» (Баварія) 4-го класу з мечами і короною
- Орден Вюртемберзької корони, почесний хрест з мечами
- Орден Фрідріха (Вюртемберг), лицарський хрест 1-го класу з мечами
- Орден «За військові заслуги» (Вюртемберг), лицарський хрест
- Королівський орден дому Гогенцоллернів, лицарський хрест з мечами
- Pour le Mérite (9 червня 1918)
- Хрест «За вислугу років» (Вюртемберг) 1-го класу
- Почесний хрест ветерана війни з мечами